# Trichospilus vorax
Trichospilus vorax är en stekelart som beskrevs av Boucek 1976. Trichospilus vorax ingår i släktet Trichospilus och familjen finglanssteklar.
Artens utbredningsområde är:
- Angola.
- Elfenbenskusten.
- Kenya.
- Uganda.

Inga underarter finns listade i Catalogue of Life.